# Plaque d'immatriculation bosnienne

Plaque d'immatriculation en vigueur en Bosnie-Herzégovine

Ancien modèle de plaque d'immatriculation bosnienne

Les plaques d'immatriculation de Bosnie-Herzégovine utilisent actuellement un format mis en place en 1998.